# Tarista lydia
Tarista lydia là một loài bướm đêm trong họ Noctuidae.